# The Iron Claw (seriado de 1941)
The Iron Claw é um seriado estadunidense de 1941, gênero policial, dirigido por James W. Horne, em 15 capítulos, estrelado por Charles Quigley, Joyce Bryant e Walter Sande. Foi produzido e distribuído pela Columbia Pictures, e veiculou nos cinemas estadunidenses a partir de 15 de agosto de 1941.
Foi o 15º dos 57 seriados produzidos pela Columbia Pictures. Há um seriado mudo homônimo, The Iron Claw, produzido por George B. Seitz e Edward José Productions e distribuído pela Pathé Exchange em 1916.
Foi relançado em 24 de abril de 1958 e em 1 de dezembro de 1964.

## Sinopse
Uma fortuna em ouro, retirada do naufrágio de um galeão espanhol, é escondido na casa de Anton Benson, um recluso avarento. Toda a família Benson e agregados querem o ouro para si, incluindo um vilão misterioso, conhecido como The Iron Claw. O jornalista Bob Lane, com seu fotógrafo Jack Strong e a sobrinha de Benton, Patricia, tentam chegar ao fundo do mistério.

## Elenco
- Charles Quigley … Bob Lane
- Joyce Bryant … Patricia Benson
- Walter Sande … Jack Strong
- Forrest Taylor … Anton Benson
- Norman Willis … Roy Benson
- Alex Callam … James Benson
- James Metcalfe … Culver Benson
- Allen Doone … Simon Leach
- Edythe Elliott … Milly Leach
- John Beck … Gyves
- Charles King … Silk Langdon
- James C. Morton … Detetive Casey
- Hal Price … O'Malley
- Lloyd Ingraham … Editor
- Marin Sais … Hannah
- Jack Perrin ... Guarda da mina (não-creditado)

## Capítulos
1. The Shaft of Doom
2. The Murderous Mirror
3. The Drop of Destiny
4. The Fatal Fuse
5. The Fiery Fall
6. The Ship Log Talks
7. The Mystic Map
8. The Perilous Pit
9. The Cul-de-sac
10. The Curse of the Cave
11. The Doctor's Bargain
12. Vapors of Evil
13. The Secret Door
14. The Evil Eye
15. The Claw's Collapse

Fonte: